# Spence (Familienname)
Spence ist ein englischer Familienname.

## Namensträger
- A. Michael Spence (* 1943), US-amerikanischer Wirtschaftswissenschaftler
- Alister Spence (* 1955), australischer Jazzmusiker
- Basil Spence (1907–1976), schottischer Architekt
- Basil Neven-Spence (1888–1974), schottischer Politiker
- Bill Spence (1926–1993), englischer Fußballspieler
- Brad Spence (* 1984), kanadischer Skirennläufer
- Brent Spence (1874–1967), US-amerikanischer Politiker
- Bruce Spence (* 1945), australischer Schauspieler
- Catherine Helen Spence (1825–1910), australische Schriftstellerin, Feministin und Sozialreformerin
- Craig J. Spence (1940–1989), US-amerikanischer Journalist und Lobbyist
- Daniel Spence (* 1979), südafrikanischer Radrennfahrer
- Djed Spence (* 2000), englischer Fußballspieler
- Drew Spence (* 1992), englisch-jamaikanische Fußballspielerin
- Edward Falles Spence (1832–1892), US-amerikanischer Politiker
- Edward Lee Spence (* 1947), deutsch-US-amerikanischer Unterwasserarchäologe und Fotograf
- Errol Spence (* 1990), US-amerikanischer Boxer
- Floyd Spence (1928–2001), US-amerikanischer Politiker
- Frances Spence (1922–2012), US-amerikanische Programmiererin
- Francis John Spence (1926–2011), kanadischer Geistlicher, Erzbischof von Kingston
- Gusty Spence (1933–2011), nordirischer Politiker
- James Calvert Spence (1892–1954), englischer Kinderarzt
- James Houston Spence (1867–1939), kanadischer Jurist und Senator
- James Spence (Mediziner) (1812–1882), schottischer Chirurg
- James Spence (Segler) (1875–1946), britischer Segler
- Jamie Spence (Golfspieler) (* 1963), englischer Golfspieler
- Jamie Spence (Rennfahrer) (* 1973), britischer Automobilrennfahrer
- Janet T. Spence (1923–2015), US-amerikanische Psychologin
- Jennifer Spence (* 1977), kanadische Schauspielerin
- Jo Spence (1934–1992), britische Fotografin
- Joe Spence (Fußballspieler, 1898) (1898–1966), englischer Fußballspieler
- Joe Spence (Fußballspieler, 1925) (1925–2009), englischer Fußballspieler
- John Spence (1969–1987), US-amerikanischer Musiker, Mitglied von No Doubt
- John Edward Spence (* 1931), britischer Politikwissenschaftler
- John S. Spence (1788–1840), US-amerikanischer Politiker
- Jonathan Spence (1936–2021), US-amerikanischer Sinologe
- Jordan Spence (Fußballspieler) (Jordan James Spence; * 1990), englischer Fußballspieler
- Jordan Spence (Eishockeyspieler) (* 2001), japanisch-kanadischer Eishockeyspieler
- Joseph Spence (Historiker) (1699–1768), englischer Historiker, Gartenarchitekt und Literat
- Joseph Spence (Politiker) (1826–1894), US-amerikanischer Politiker
- Karla-Simone Spence (* 1996), britische Schauspielerin
- Kenneth W. Spence (1907–1967), US-amerikanischer Psychologe
- Lansford Spence (* 1982), jamaikanischer Leichtathlet
- Lewis Spence (1874–1955), schottischer Okkultist
- Malcolm Spence (Leichtathlet, 1936) (1936–2017), jamaikanischer Sprinter
- Malcolm Spence (Leichtathlet, 1937) (1937–2010), südafrikanischer Sprinter
- Melville Spence (1936–2012), jamaikanischer Sprinter und Mittelstreckenläufer
- Michael Spence (Leichtathlet) (* 1978), US-amerikanischer Hindernis- und Crossläufer
- Mike Spence (1936–1968), englischer Automobilrennfahrer
- Nevin Spence (1990–2012), irischer Rugbyspieler
- Pamela Spence (* 1973), deutsche Sängerin
- Raphaella Spence (* 1978), britische Malerin
- Richard D. Spence (1925–2015), US-amerikanischer Eisenbahnmanager
- Robert Spence (Politiker, 1811) (1811–1868), kanadischer Politiker
- Robert Spence (Bischof) (1860–1934), australischer Geistlicher, Erzbischof von Adelaide
- Robert Spence (Maler) (1871–1964), britischer Maler und Illustrator
- Robert Spence (Politiker, 1879) (1879–1966), britischer Politiker
- Robert Spence (Chemiker) (1905–1976), britischer Chemiker und Autor
- Sam Spence (1927–2016), US-amerikanischer Filmkomponist
- Sebastian Spence (* 1969), kanadischer Schauspieler und Synchronsprecher
- Skip Spence (1946–1999), US-amerikanischer Rockmusiker
- Steve Spence (* 1962), US-amerikanischer Marathonläufer
- Thomas Spence (1750–1814), britischer politischer Journalist und Autor
- Thomas Ara Spence (1810–1877), US-amerikanischer Politiker
- Toby Spence (* 1969), englischer Opernsänger (Tenor)
- Victoria Spence (* 1984), neuseeländische Schauspielerin
- Walter Spence (1901–1958), kanadisch-guayanisch-US-amerikanischer Schwimmer
- William Spence (Mathematiker) (1777–1815), schottischer Mathematiker
- William Spence (Entomologe) (1782–1860), britischer Entomologe
- William Spence (Politiker) (1846–1926), australischer Gewerkschafter und Politiker
- William Blundell Spence (1814–1900), englischer Maler und Kunsthändler